# Achim Kück
Achim Kück (* 1956 in Braunschweig) ist ein deutscher Komponist und Jazzpianist, der auch als Bigband-Leiter hervorgetreten ist.

## Leben
Achim Kück lernte bereits in seiner Kindheit das Spiel auf dem Klavier. Nach seinem Schulabschluss studierte er zehn Jahre lang Musik unter anderem in Hannover an der seinerzeitigen Hochschule für Musik und Theater und in Köln an der dortigen Musikhochschule. Der Musikpädagoge für Jazz, Rock und Popmusik schloss sein Studium als Kirchenmusiker in Hannover  mit einem „A“-Examen ab.
Jahrelange Weggefährten waren Musiker wie beispielsweise Bill Ramsey, Peter Petrel, Jörg Seidel oder Reiner Regel, die er musikalisch begleitete und für die er komponierte, arrangierte oder auch produzierte. Auch trat er mit Romy Camerun, Sigi Busch, Gene Mighty Flea Connors, Lionel Hampton, Cynthia Utterbach, Hajo Hoffmann, Melva Houston oder Bengt Kiene auf. Als Pianist war er an dem Kinofilm Das Wunder von Bern beteiligt.
Als Komponist, Arrangeur und musikalischer Leiter war er weiterhin am Staatstheater Hannover und anderen niedersächsischen Bühnen tätig. In jüngerer Vergangenheit bot Kück seine Kompositionen vor allem mit seiner eigenen Band dar. Er ist auch auf Alben von Joe Viera, von Bill Ramsey und von Peter Petrell zu hören.
1985 begann Kück eine Lehrtätigkeit an der Musikschule Hannover, deren Bigband er leitet. Von 1999 bis 2001 wirkte er als Dozent an der hannoverschen Hochschule für Musik und Theater. Daneben leitete Kück Workshops in Niedersachsen wie etwa für die LAG Jazz.
Achim Kück lebt in Bennigsen.

## Diskographische Hinweise
- Dete Kuhlmann, Achim Kück, Hajo Hoffmann: Zickendraht (Lava Records 1981)
- Achim Kück and Friends: Scurrility (Blind Man Music 1986)[6]
- Bill Ramsey: Ballads, Streets & Blues (Mons Records, 2002)
- Jörg Seidel & Achim Kück Quartett Feat. Michael Gudenkauf & Sebastiaan de Krom: Elegant Christmas (Denson Music 2011)
- Achim Kück Trio feat. John Ruocco: Dark Clouds (mit Jean-Louis Rassinfosse, Joost van Schaik sowie Silvia Droste; 2013)[7]